# Kościół św. Doroty w Strzałkowie
Kościół Świętej Doroty w Strzałkowie – rzymskokatolicki kościół parafialny mieszczący się we wsi Strzałkowo, w województwie wielkopolskim, przy ulicy Księdza Stanisława Marusarza.
Świątynia została wybudowana w 1934 roku z cegły na miejscu dwóch poprzednich kościołów drewnianych (najpóźniejszy powstał w 1397). Architektem obecnej świątyni był Stefan Cybichowski.
Reprezentuje styl neoklasycystyczny. Charakteryzuje się dużą kopułą. Posiada starsze wyposażenie, m.in. kielich z XVIII wieku z pateną, trzy ornaty w barwach białej, zielonej i czerwonej z drugiej połowy XVIII stulecia i trybularz z tego samego czasu, rokokowy krucyfiks procesyjny, barokową monstrancję.